# 유연진
유연진(1996년 9월 29일~)은 대한민국의 배우이다.

## 생애
유연진은 대한민국 배우이다. 2020년 단편영화 <도어락>으로 데뷔했다.

## 출연 작품

### 영화
| 연도 | 제목             | 역할        | 비고                       |
| ---- | ---------------- | ----------- | -------------------------- |
| 2020 | 너를 사랑한 시간 | 하나        | 주연, 단편                 |
| 2020 | 실수             | 예진        | 주연, 단편                 |
| 2020 | 도어락           | 경민        | 주연,단편                  |
| 2022 | 전도연 배우전    | 순남 , 부정 | 주연, 배우전,무비스트 제작 |
| 2023 | 우리 언제 또 봐  | 하은        | 주연,단편                  |
| 2023 | 모먼트           | 채민        | 주연,단편                  |
| 2025 | 거미(가제)       | 이지현      | 장편 독립영화,개봉예정     |
| 2025 | 조금 긴 독백     | 현지        | 조연, 단편,한겨례 영화사   |

드라마
| 연도 | 방송사  | 제목             |
| ---- | ------- | ---------------- |
| 2020 | tvn     | 하이바이마마     |
| 2021 | KBS 2TV | 미스몬테크리스토 |

## 그 외 활동

### 광고
2021년도 HBAF 바프